# Chi Khuyết hùng
Chi Khuyết hùng (danh pháp khoa học: Endiandra) là một chi chứa khoảng 100-130 loài thực vật, chủ yếu là cây gỗ thuộc họ Nguyệt quế (Lauraceae).

## Tên gọi
Các loài có ở Việt Nam (E. firma, E. hainanensis, E. macrophylla và E. rubescens) gọi là khuyết hùng, khuyết nhị, vừ hay thổ nam.
Trong tiếng Trung chúng được gọi là 土楠 (thổ nam). Tại Trung Quốc ghi nhận 3 loài (E. coriacea, E. dolichocarpa và E. hainanensis).
Trong tiếng Anh chúng thường được gọi là "walnut" (óc chó), mặc dù không liên quan đến óc chó ở Bắc bán cầu (Juglans spp.) thuộc họ Juglandaceae.

## Phân bố
Các loài trong chi này có sự phân bố trong khu vực nhiệt đới và cận nhiệt đới châu Á, từ Ấn Độ đến miền nam Trung Quốc, Đông Dương, Malaysia, Indonesia, Australia (với 38 loài đặc hữu) và các đảo tây nam Thái Bình Dương.
Các hóa thạch cho thấy rằng trước thời kỳ băng hà, khi mà khí hậu ẩm và ôn hòa hơn, các loài đã phân bố rộng rãi hơn.

## Sinh thái học
Chủ yếu là cây bụi và cây gỗ có lá dạng nguyệt quế và thường xanh, với hoa lưỡng tính, thường với quả mọng hình trứng hoặc hình cầu lớn, ăn được và nằm ngay trên cuống quả. Hạt được phát tán nhờ chim và thú.
Tại Australia, chúng thường được sử dụng làm cây che chắn do tán lá dày của một số loài. Một số loài ở Australia là khá hiếm thấy, như Endiandra globosa, Endiandra muelleri  subsp. bracteata và Endiandra floydii.
Sự khô dần đi của khu vực này trong các đợt băng hà khiến Endiandra phải rút lui về nơi trú ẩn có khí hậu ôn hòa nhất, bao gồm các đảo ở châu Đại Dương và phương nam cũng như khu vực miền núi ẩm ướt hơn. Với sự kết thúc của thời kỳ băng hà cuối cùng, Endiandra đã phục hồi một phần của phạm vi phân bố trước đó của nó. Chúng chủ yếu là sinh vật cổ còn sót lại thuộc kiểu thảm thực vật đã biến mất, nguyên ban đầu che phủ phần lớn đại lục Australia, Nam Mỹ, châu Nam Cực, Nam Phi, Bắc Mỹ và các vùng đất khác khi khí hậu là ẩm ướt hơn và ấm hơn. Mặc dù các rừng mây thích hợp với điều kiện khí hậu ấm áp đã biến mất trong các đợt băng hà, nhưng chúng đã tái chiếm các khu vực rộng lớn mỗi khi thời tiết và khí hậu trở lại thuận lợi. Người ta cho rằng phần lớn các rừng mây đã tiến và thoái trong các kỷ nguyên địa chất kế tiếp, và các loài của chúng đã thích nghi với khí hậu ấm và ẩm ướt dần dần tiến và thoái, được thay thế bằng các quần lạc thực vật lá cứng chịu lạnh hay chịu khô hạn hơn. Nhiều loài trong số các loài sinh tồn khi đó sau này đã tuyệt chủng vì chúng không thể vượt qua các rào cản do đại dương, núi và sa mạc mới tạo ra, nhưng các loài khác lại tìm thấy nơi ẩn náu như là các loài sinh sống ở các khu vực ven biển và hải đảo.
Một số loài đã thích nghi với rừng khô hay rừng lá sớm rụng nhiệt đới, bao gồm các loại rừng gió mùa và rừng gió mùa khô. Một số loài Endiandra thể hiện sự tiến hóa hội tụ do các yếu tố sinh thái hoặc tự nhiên hướng tới một giải pháp tương tự, bao gồm các cấu trúc tương tự với các loài đã thích nghi với các môi trường khác nhau, chẳng hạn như với các loài thực vật đã thích nghi với môi trường sống rừng nguyệt quế. Các loài Endiandra này tương tự như các chi khác trong họ Lauraceae và lá của chúng thuộc loại lá nguyệt quế với các quả mọng chủ yếu do chim ăn và phát tán. Các loài khác thậm chí còn thích nghi với môi trường rất ẩm ướt.
Một số loài đang nguy cấp và các loài khác có hốc sinh thái rất chuyên biệt và do đó chiếm các khu vực nhỏ hoặc đặc biệt. Mặc dù phần lớn các loài là sản phẩm của hình thành loài gần vùng, nhưng một số nhóm có phân bố Gondwana cổ đại và một số nhóm phản ứng với các thời kỳ khí hậu thuận lợi như là các loài cơ hội và mở rộng trên các sinh cảnh sẵn có, các nhóm cuối cùng này xuất hiện trên một phân bố rộng với ít loài họ hàng gần, cho thấy sự phân hóa gần đây của các loài này.
Nhiều loài có quả ăn được. Một số loài chim và dơi là động vật ăn quả chuyên biệt có xu hướng ăn nguyên cả quả và ựa ra hạt còn nguyên vẹn, có chức năng phát tán sinh học. Các động vật khác nuốt quả và chuyển hạt còn nguyên vẹn qua đường ruột. Danh sách không đầy đủ các loài chim phụ thuộc nặng vào quả các loài thuộc chi này trong chế độ ăn của chúng bao gồm các thành viên của các họ Cotingidae, Columbidae, Trogonidae, Turdidae và Ramphastidae. Quả của cây thuộc chi này cũng là nguồn thực phẩm quan trọng đối với các loài chim hàm cổ (Palaeognathae) phụ thuộc nặng vào chúng. Phát tán hạt của các loài khác nhau trong chi cũng được thực hiện nhờ cá và các loài động vật có vú lớn và nhỏ như thú da dày (Pachydermata), trâu bò (Bovidae), khỉ, động vật gặm nhấm sống trên cây, nhím hoặc thú có túi ôpôt.

## Các loài
Danh sách dưới đây lấy theo POWO:
- Endiandra acuminata C.T.White
- Endiandra aggregata Kosterm.
- Endiandra albiramea Kosterm.
- Endiandra aneityensis Guillaumin
- Endiandra anthropophagorum Domin
- Endiandra archboldiana C.K.Allen
- Endiandra areolata Arifiani
- Endiandra arfakensis Kosterm.
- Endiandra asymmerrica Teschner
- Endiandra baillonii (Pancher & Sebert) Guillaumin
- Endiandra beccariana Kosterm.
- Endiandra bellendenkerana B.Hyland
- Endiandra bessaphila B.Hyland
- Endiandra brassii C.K.Allen
- Endiandra bullata (C.K.Allen) Kosterm.
- Endiandra carrii Kosterm.
- Endiandra chartacea Kosterm.
- Endiandra clavigera Kosterm.
- Endiandra clemensii C.K.Allen
- Endiandra collinsii B.Hyland
- Endiandra compressa C.T.White
- Endiandra cooperana B.Hyland
- Endiandra coriacea Merr.
- Endiandra cowleyana F.M.Bailey
- Endiandra crassiflora C.T.White & W.D.Francis
- Endiandra cuneata Miq.
- Endiandra cyphellophora Kosterm.
- Endiandra dichrophylla F.Muell.
- Endiandra dielsiana Teschner
- Endiandra discolor Benth.
- Endiandra djamuensis Kosterm.
- Endiandra dolichocarpa S.K.Lee & Y.T.Wei
- Endiandra elaeocarpa Gillespie
- Endiandra elongata Arifiani
- Endiandra engleriana Teschner
- Endiandra euadenia Kosterm.
- Endiandra eusideroxylocarpa Kosterm.
- Endiandra faceta Kosterm.
- Endiandra ferruginea Teschner
- Endiandra firma Nees: Khuyết nhị cứng, khuyết hùng cứng.
- Endiandra flavinervis Teschner
- Endiandra floydii B.Hyland
- Endiandra forbesii Gamble
- Endiandra formicaria Kosterm.
- Endiandra fulva Teschner
- Endiandra gem Kosterm.
- Endiandra gemopsis Kosterm.
- Endiandra gillespiei A.C.Sm.
- Endiandra glauca R.Br.
- Endiandra globosa Maiden & Betche
- Endiandra grandifolia Teschner
- Endiandra grayi B.Hyland
- Endiandra hainanensis Merr. & F.P.Metcalf: Khuyết nhị Hải Nam, vừ, khuyết hùng Hải Nam, thổ nam.
- Endiandra havelii Kosterm.
- Endiandra hayesii Kosterm.
- Endiandra holttumii M.R.Hend.
- Endiandra hypotephra F.Muell.
- Endiandra immersa Arifiani
- Endiandra impressicosta C.K.Allen
- Endiandra insignis (F.M.Bailey) F.M.Bailey
- Endiandra introrsa C.T.White
- Endiandra invasiorum Kosterm.
- Endiandra javanica Kamik.
- Endiandra jonesii B.Hyland
- Endiandra kingiana Gamble
- Endiandra lanata Arifiani
- Endiandra latifolia Kosterm.
- Endiandra laxiflora Merr.
- Endiandra lecardii Guillaumin
- Endiandra ledermannii Teschner
- Endiandra leptodendron B.Hyland
- Endiandra limnophila B.Hyland
- Endiandra longipedicellata C.T.White
- Endiandra luteola A.C.Sm.
- Endiandra macrophylla (Blume) Boerl.: Khuyết nhị lá to, vừ lá to, khuyết hùng lá to, thổ nam lá to.
- Endiandra macrostemon Kosterm.
- Endiandra magnilimba Kosterm.
- Endiandra maingayi Hook.f.
- Endiandra merrillii Kamik.
- Endiandra microneura C.T.White
- Endiandra microphylla Teschner
- Endiandra minutiflora Kosterm.
- Endiandra × monothyra B.Hyland
- Endiandra montana C.T.White
- Endiandra monticola A.C.Sm.
- Endiandra muelleri Meisn.
- Endiandra multiflora Teschner
- Endiandra neocaledonica Kosterm.
- Endiandra oblonga Teschner
- Endiandra ochracea Kosterm.
- Endiandra oviformis Kosterm.
- Endiandra palmerstonii (F.M.Bailey) C.T.White
- Endiandra papuana Lauterb.
- Endiandra phaeocarpa B.Hyland
- Endiandra pilosa Kosterm.
- Endiandra polyneura Schltr.
- Endiandra poueboensis Guillaumin
- Endiandra praeclara Gamble
- Endiandra pubens Meisn.
- Endiandra recurva C.T.White
- Endiandra reticulata Gillespie
- Endiandra rhizophoretum Kosterm. ex Arifiani
- Endiandra rigidior Kosterm.
- Endiandra rubescens (Blume) Miq.: Khuyết hùng đỏ, thổ nam đỏ.
- Endiandra sankeyana F.M.Bailey
- Endiandra schlechteri Teschner
- Endiandra scrobiculata Kosterm. ex Kochummen
- Endiandra sebertii Guillaumin
- Endiandra sericea Kosterm.
- Endiandra sideroxylon B.Hyland
- Endiandra sieberi Nees
- Endiandra sleumeri Kosterm.
- Endiandra solomonensis C.K.Allen
- Endiandra spathulata Kosterm.
- Endiandra sphaerica C.K.Allen
- Endiandra sulavesiana Kosterm.
- Endiandra teschneri Kamik.
- Endiandra teschneriana C.K.Allen
- Endiandra trichotosa A.C.Sm.
- Endiandra tryphera A.C.Sm.
- Endiandra versteeghii Kosterm.
- Endiandra virens F.Muell.
- Endiandra whitmorei Kosterm.
- Endiandra wolfei B.Hyland
- Endiandra wrayi Gamble
- Endiandra xanthocarpa B.Hyland
- Endiandra xylophylla Kosterm.

## Thư viện ảnh

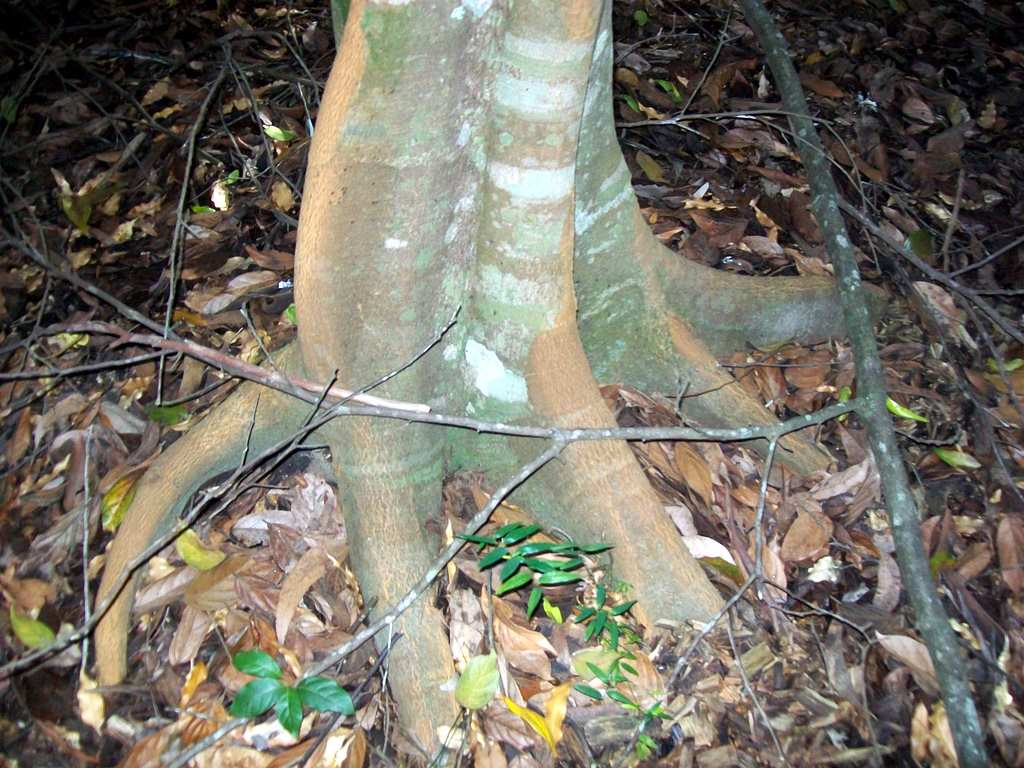
Thân Endiandra muelleri bracteata
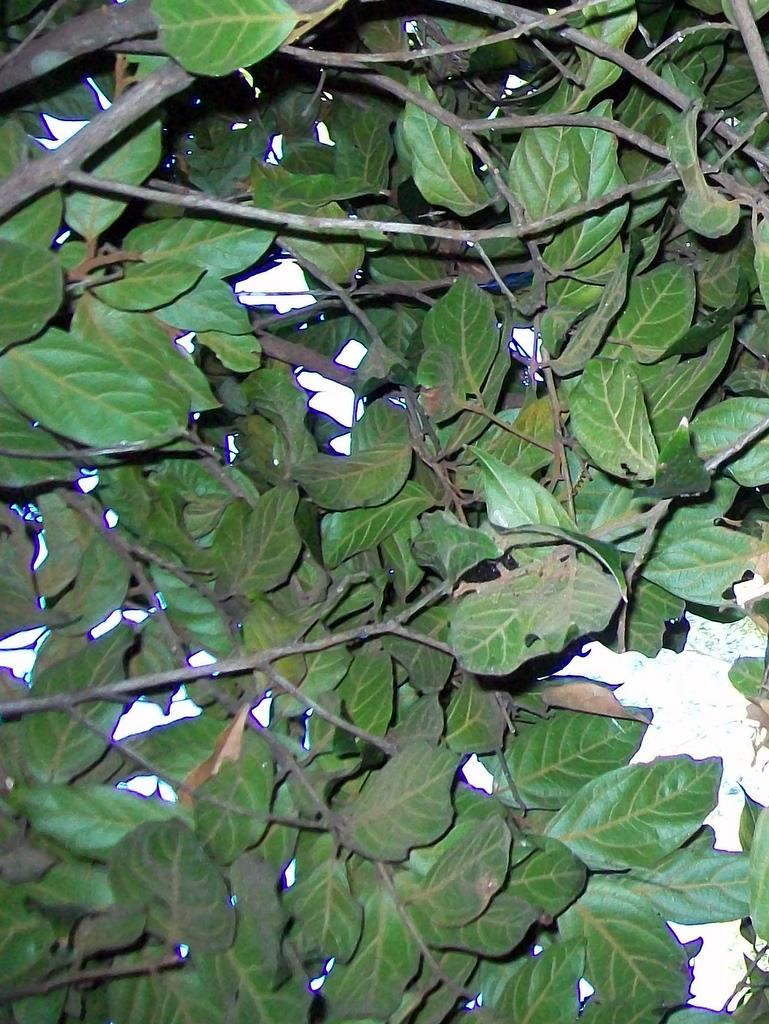
Lá Endiandra muelleri bracteata
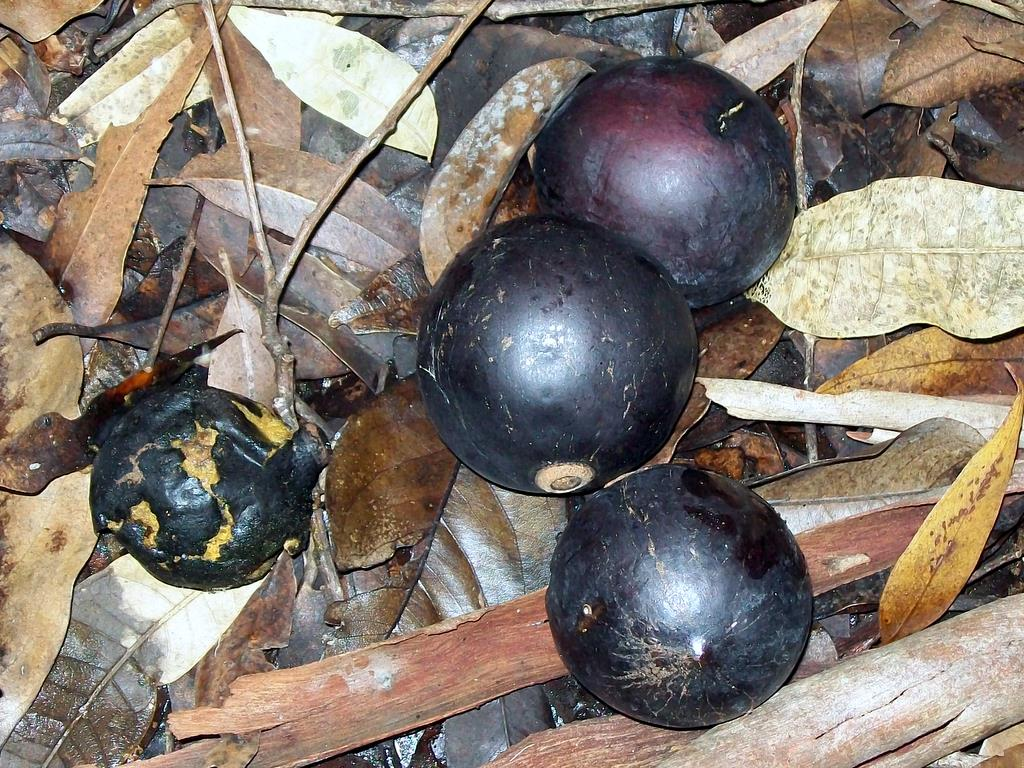
Quả Endiandra globosa
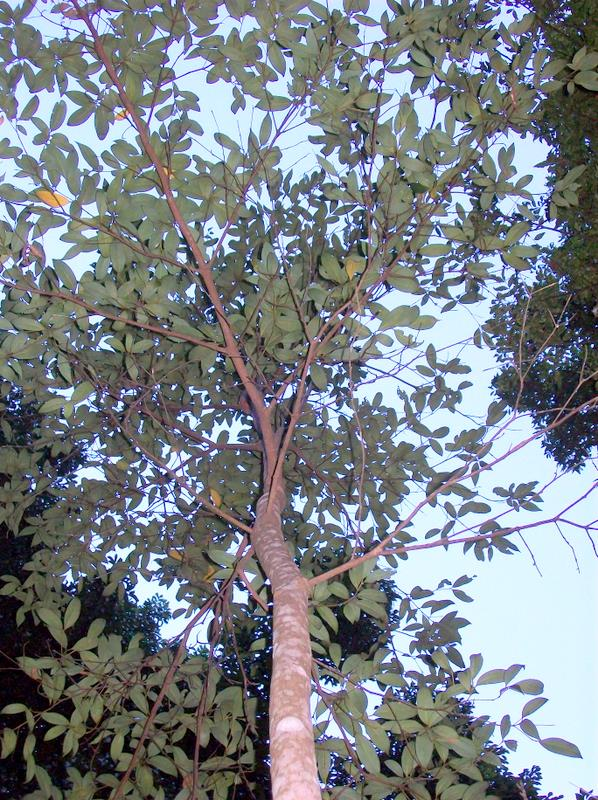
Cây Endiandra introrsa.